# Walter Sauer (Erziehungswissenschaftler)
Walter Sauer (* 29. Dezember 1939 in Reutlingen) ist ein deutscher Professor für Erziehungswissenschaft, Herausgeber, Verleger und Graphiksammler. Er war vielfältig im Bereich der Jugendbewegung aktiv.

## Leben
Walter Sauer ist in Reutlingen aufgewachsen. Nach seinem Abitur 1960 studierte er am Pädagogischen Institut Esslingen und war von 1962 bis 1964 Volksschullehrer. 1964 begann er ein Zweitstudium an der Universität Tübingen in Pädagogik, Philosophie, Psychologie, Biologie und Anthropologie und war 1969–1972 Wissenschaftlicher Assistent am Pädagogischen Seminar der Universität Tübingen. Nach seiner Promotion war er 1972 Dozent und ab 1977 Professor für Erziehungswissenschaft an der Pädagogischen Hochschule Reutlingen; von 1987 bis 2003 lehrte Sauer an der Pädagogischen Hochschule Ludwigsburg.
Sauer kam 1953 in einer CVJM-Jungenschaft in Berührung mit der Jugendbewegung. Ab 1958 hatte er auf der Burg Waldeck Kontakte zu überbündischen Kreisen. Seitdem trägt er den Fahrtennamen Wasa. 1959/60 gründete er die Evangelische Jungenschaft Horte, deren Bundesführer er vierzehn Jahre lang blieb. Ab 1966 war er maßgeblich am Ausbau des Allenspacher Hofes auf der Schwäbischen Alb zu einem bündischen Zentrum beteiligt. Sauer gilt als Initiator des 6. Überbündischen Treffens auf dem Allenspacher Hof, das Pfingsten 1977 stattfand.  Von 1983 bis 1987 hatte er die Schriftleitung der Zeitschrift Eisbrecher im Südmarkverlag Fritsch inne.
Ab 1980 war Sauer in Zusammenarbeit mit Dietmar Lauermann und der Prof. Dr. Alfred Schmid-Stiftung Mitbegründer und Herausgeber der Schriftenreihe Die Graue Edition. Anfang der 1980er Jahre kam er als freier Mitarbeiter in die Redaktion der Scheidewege und ist seit 2000 deren Herausgeber, zugleich Geschäftsführer der Max Himmelheber-Stiftung. Er zählt zu den Mitbegründern und langjährigen Mitarbeitern der Bündischen Akademie Lüdersburg. 
Sauer hat zahlreiche Publikationen zu Themen der Jugendbewegung, der Pädagogik, Kunst und Literatur verfasst. Er besitzt eine Sammlung zeitgenössischer Druckgrafik. Er lebt in Reutlingen, ist seit 1969 verheiratet und hat zwei Kinder.

## Zitat
„Der Orientierungspunkt ist die Hinwendung zur Transzendenz. Es ist der Vordergründigkeit unseres heutigen Daseins außer Blick geraten, daß es neben dem materiellen einen transzendenten Bereich gibt; der eben der messenden Naturwissenschaft unzugänglich bleibt, der sich letztlich auch dem Wort entzieht. Aber das ist eben die Dimension, aus der die eigentlichen Kräfte des Lebens kommen. Die ist freilich nicht herbeizwingbar, nicht „machbar“. (Über die Graue Edition)“

## Veröffentlichungen (Auswahl)
- Plädoyer für eine Pädagogisierung der Pädagogik. In: Die Deutsche Schule, H. 7/8, 1978.
- Zum theoretischen Ort der Verkehrserziehung in der Schule. In: Dieter Mutschler/Walter Sauer (Hrsg.): Verkehrserziehung in Theorie und Praxis. Klinkhardt, Bad Heilbrunn 1976, ISBN 3-7815-0286-4.
- Rückblicke und Ausblicke. Die deutsche Jugendbewegung im Urteil nach 1945. (Hrsg.) Südmarkverlag, Heidenheim 1978. ISBN 3-88258-037-2.
- Vom Wesen des Erzieherischen. Ein Lesebuch. (Hrsg.) Südmarkverlag, Heidenheim 1981, ISBN 3-88258-064-X.
- Borris Goetz oder der Weg eines Malers durch seine Zeit. (Mit Dietmar Lauermann). Südmarkverlag, Heidenheim 1986. ISBN 3-88258-084-4.
- Der Mythos des Naturerlebnisses in der Jugendbewegung. In: Joachim H. Knoll/Julius H. Schoeps (Hrsg.) Typisch deutsch? Die Jugendbewegung. Leske + Budrich, Opladen 1988, ISBN 3-8100-0674-2.
- „Die sonderbare Dimension aus Licht und Blei…“. Betrachtungen zu Hans Henny Jahnns „Die Nacht aus Blei“ und den Radierungen von Klaus Böttger. In: Muschelhaufen. Nr. 28/29, Viersen 1989. ISSN 0085-3593.
- „Lichtgebet“ und „Fahnenträger“ – Menschenbilder und Menschenbildnisse der Jugendbewegung. In: Meißner-Dokumentation. Witzenhausen 1989, ISBN 3-88258-109-3.
- Mensch und Natur. Auf der Suche nach neuen Zugängen. In: Rolf Italiaander (Hrsg.): Bewusstseins-Notstand. Droste, Düsseldorf 1990, ISBN 3-7700-0791-3.
- Verlassene Wege zur Natur. Impulse für eine Neubesinnung. Ein Lesebuch. (Hrsg.) Südmarkverlag, Witzenhausen 1992, ISBN 3-88258-116-6.
- Affinitäten zum Buch. In: Muschelhaufen Nr. 31/32, Viersen 1994, ISSN 0085-3593.
- Idee und Gestalt einer bündischen Akademie. In: Scheidewege. Jahresschrift für skeptisches Denken. Jg. 25, 1995/96, ISBN 3-925158-11-1.
- Die Graue Edition. Ortsbestimmung und Verlagsgeschichte. In: Muschelhaufen. Nr. 35, Viersen 1996. ISSN 0085-3593.
- Kinderphilosophie – Philosophieren mit Kindern. In: Scheidewege, Jg. 26, 1996/97, ISBN 3-925158-12-X.
- Werner Helwig: Die Blaue Blume des Wandervogels. Überarbeitete Neuausgabe mit Bildanhang, Nachwort und Anmerkungen. (Hrsg.) Deutscher Spurbuchverlag, Baunach 1998, ISBN 3-88778-208-9.
- Drei Facetten  eines Lebens: Pfadfinder – Erfinder – Philosoph. Zum Tod des Scheidewege-Begründers Max Himmelheber. In: Scheidewege. Jg. 31, 2001/2002. ISBN 3-925158-17-0.
- Vom Wandern und Naturerleben in der Jugendbewegung. In: Pit Stibane (Hrsg.): Kiefern im Wind. Mindener Kreis 2010, ISBN 978-3-940445-96-4.
- Begegnungen und Schicksale. Autobiographische Aufzeichnungen. Beiträge zu Pädagogik Jugendbewegung Natur und Kunst. Die Graue Edition, Zug 2013, ISBN 978-3-906336-61-9.
- Max Himmelheber. Drei Facetten eines Lebens. Philosoph – Erfinder – Pfadfinder. (Hrsg.) Spurbuchverlag, Baunach 2016, ISBN 978-3-88778-487-4.
- Kunst und Künstler im Umfeld der Jugendbewegung, Bd. 1. (Hrsg.) Spurbuchverlag, Baunach 2022, ISBN 978-3-88778-627-4.
- Kunst und Künstler im Umfeld der Jugendbewegung, Bd. 2. (Hrsg.) Spurbuchverlag, Baunach 2025, ISBN 978-3-88778-123-1.